# Shinnittetsu Sumikin

Englisches Logo

Die Shinnittetsu Sumikin K.K. (jap. 新日鐵住金株式会社, Shin Nittetsu Sumikin Kabushiki kaisha, engl. Nippon Steel Corporation) war 2015 der weltweit drittgrößte Stahlhersteller mit Sitz in Chiyoda in Japan. Er entstand durch Fusion der Vorgänger Shin-Nippon Seitetsu (kurz: Shin-Nittetsu, engl. Nippon Steel) und Sumitomo Kinzoku Kōgyō (kurz Sumikin, engl. Sumitomo Metal Industries).
Am 18. Dezember 2023 wurde bekannt gegeben, dass die  United States Steel Corporation für 14,9 Milliarden US-Dollar übernommen werden soll.

## Werke

### Japan
- Muroran, Hokkaidō
- Kamaishi, Iwate
- Naoetsu, Niigata
- Kimitsu, Chiba
- Kimitsu, Itabashi, Tokio
- Kashima, Ibaraki
- Nagoya, Aichi
- Wakayama
- Wakayama, Sakai, Osaka
- Konohana-ku, Osaka
- Amagasaki, Hyōgo
- Himeji, Hyōgo (Hirohata)
- Kitakyūshū, Fukuoka (Yawata)
- Kure, Hiroshima
- Ōita, Ōita
- Hikari, Yamaguchi